# Theganopteryx bivittata
Theganopteryx bivittata es una especie de cucaracha del género Theganopteryx, familia Ectobiidae.

## Distribución
Esta especie se encuentra en Sudáfrica y Mozambique.